# Geografia Liechtensteinu
Liechtenstein jest niewielkim krajem alpejskim o powierzchni 160,477 km² w Europie. Graniczy ze Szwajcarią na zachodzie i południu oraz z Austrią na wschodzie. Jest jednym z dwóch współczesnych państw podwójnie śródlądowych obok Uzbekistanu, co oznacza, że wszystkie kraje sąsiadujące nie mają dostępu do morza.

## Położenie geograficzne

Położenie Liechtensteinu na mapie Europy.

Księstwo Liechtensteinu położone jest w Europie Zachodniej w dolinie górnego Renu na wschodnim brzegu rzeki, w górskim paśmie Rätikon w Alpach Wschodnich.
Administracyjnie od południa graniczy z gminami Fläsch i Maienfeld w szwajcarskim kantonie Gryzonia, od zachodu z gminami Altstätten, Sennwald, Buchs, Sevelen, Wartau i Sargans w szwajcarskim kantonie St. Gallen. Natomiast od wschodu Księstwo graniczy z gminami Feldkirch, Frastanz i Nenzing w kraju związkowym Vorarlberg.
Punkty skrajne terytorium Księstwa stanowią kolejno:
- punkt północny – trójstyk austriacko-liechtensteińsko-szwajcarski (gmina Ruggell) – 47°16'14"N
- punkt południowy – szczyt Falknishorn (gmina Triesen) – 47°02'58"N
- punkt wschodni – punkt graniczny nr 29, łąka górska Sareis (gmina Triesenberg) – 9°38′34″E
- punkt zachodni – punkt graniczny nr 2, zakole Renu w Mäls (gmina Balzers) – 9°28′16″E

Rozciągłość równoleżnikowa Księstwa wynosi około 12,35 km (10'18''), natomiast rozciągłość południkowa – 24,77 km (14'10'').
Geometryczny środek Liechtensteinu został wyliczony w 2000 roku przez lokalnego matematyka i znajduje w okolicy szczytu Bargälla w Gaflei w gminie Triesenberg.

## Granice
Łączna długość granic Liechtensteinu wynosi 77,9 km, z czego 41,2 km stanowi granica szwajcarska, a 36,7 km granica austriacka. Zachodnią granicą naturalną Księstwa jest koryto Renu, natomiast granicę południową i większość granicy z Austrią wyznaczają granie alpejskich szczytów.

## Podział administracyjny

Mapa topograficzna Liechtensteinu.

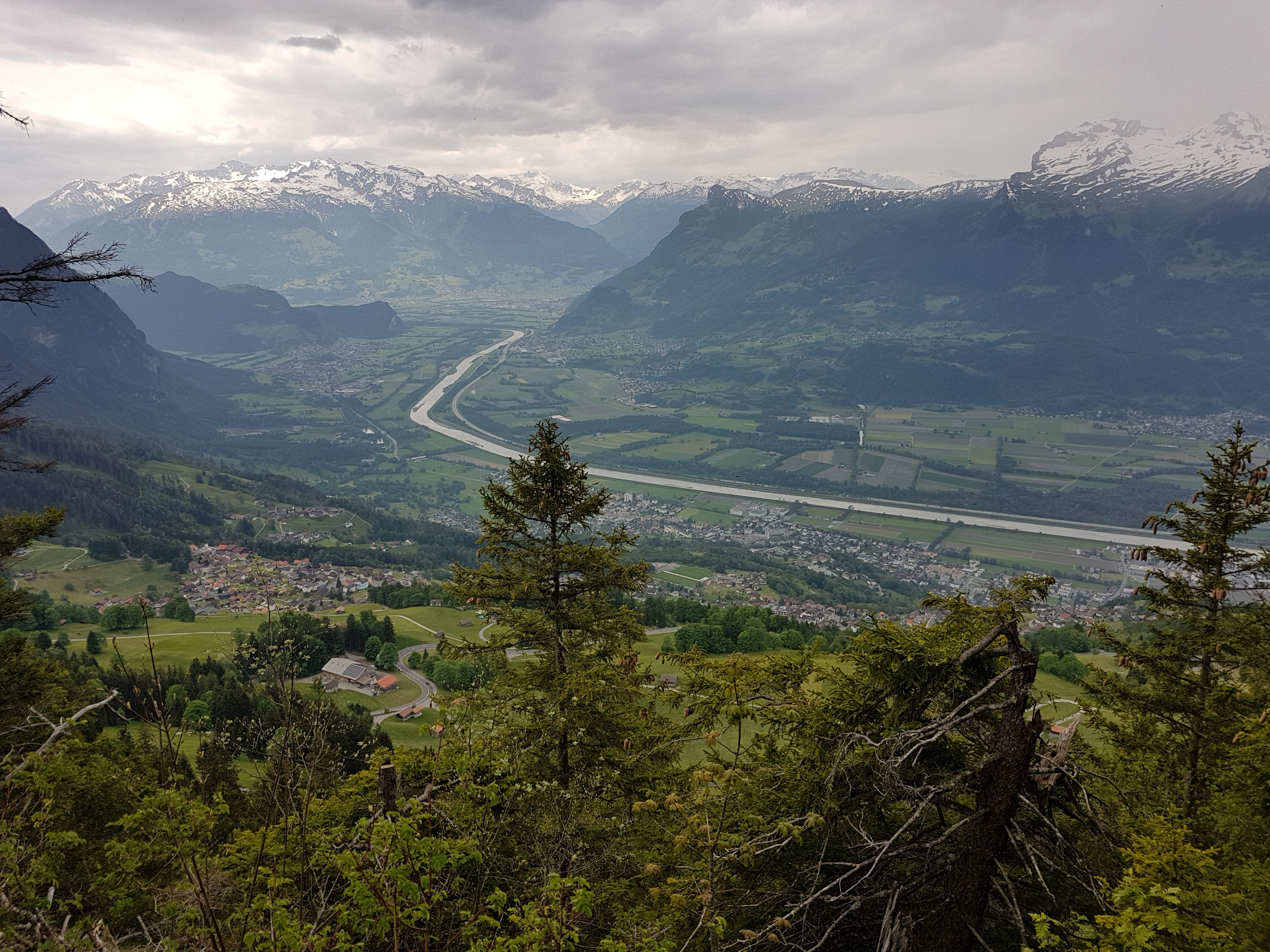
Dolina Renu w Oberlandzie (widok z Planken).

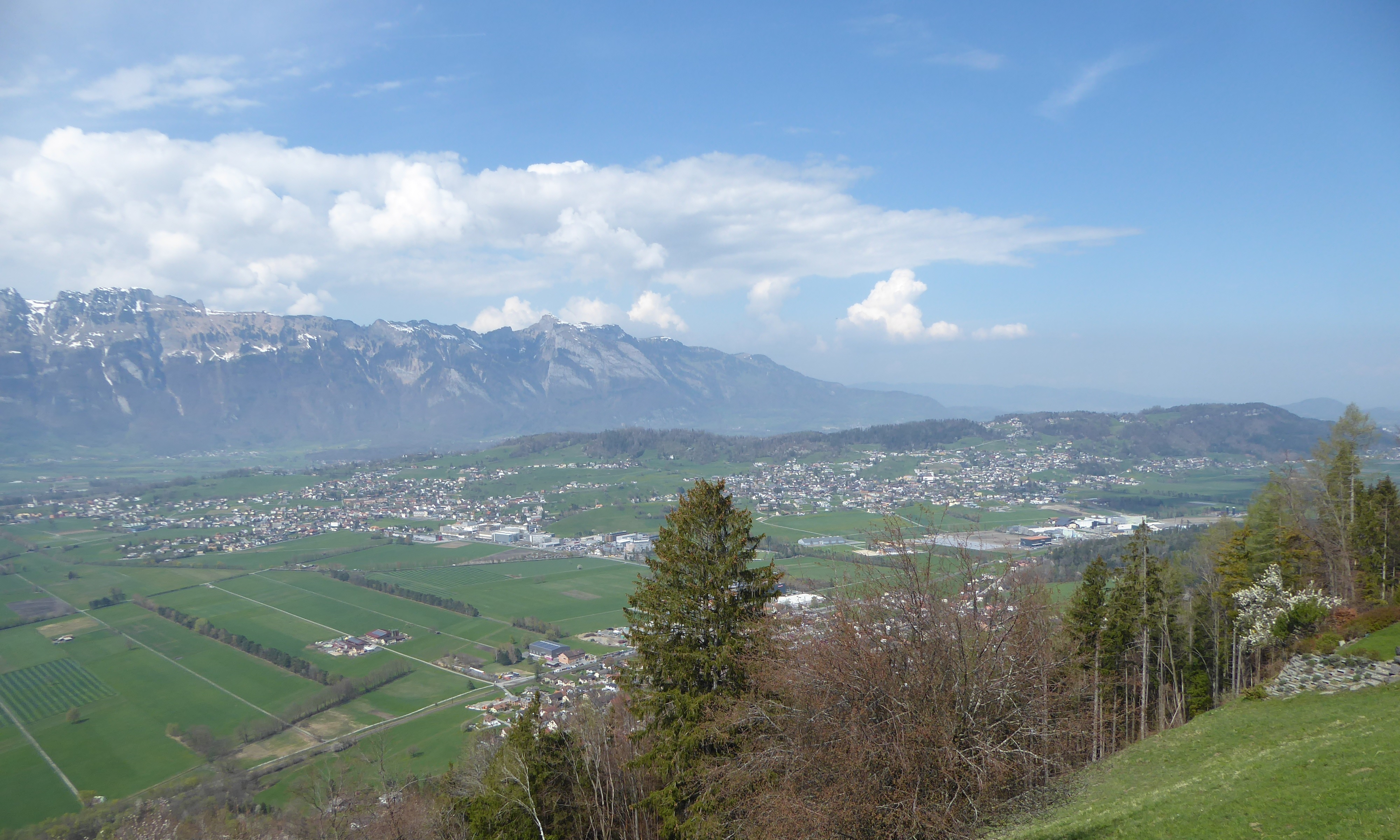
Równinna część Liechtensteinu w Unterlandzie, z wywyższającym się wzgórzem Eschnerberg.

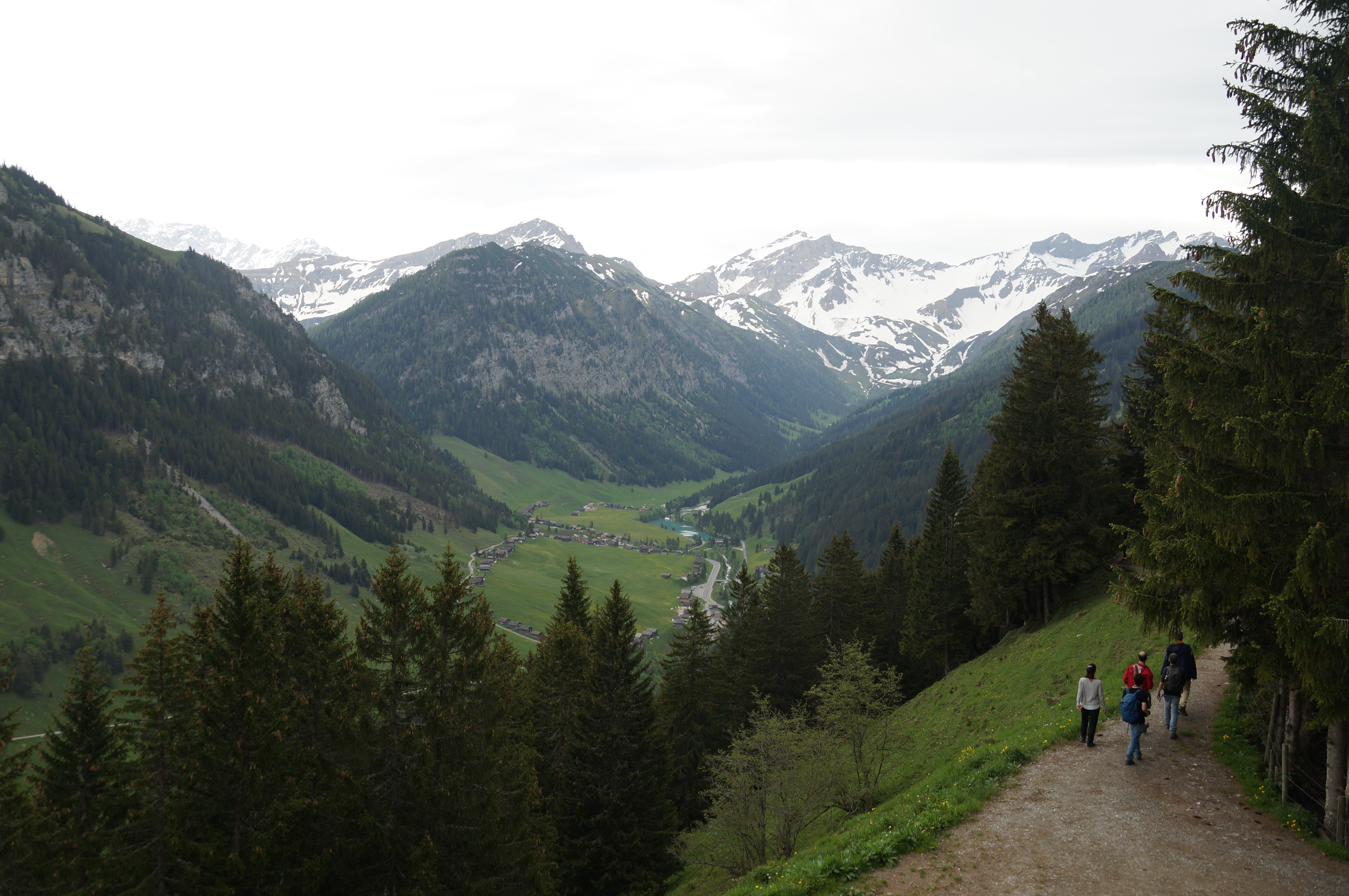
Wysokogórski krajobraz Steg.

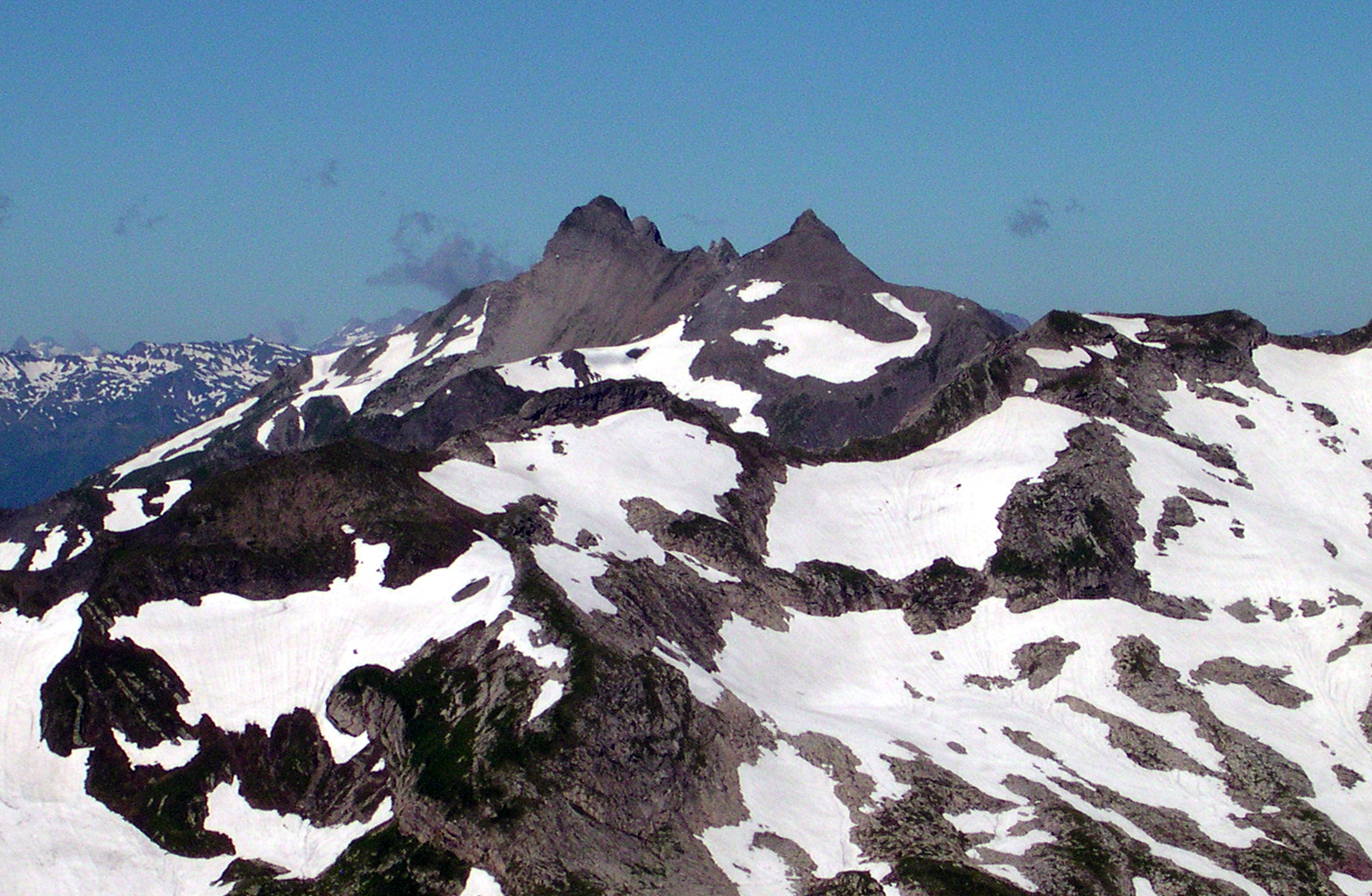
Grauspitz (2599 m n.p.m.) – najwyższy szczyt Liechtensteinu.

## Geologia i ukształtowanie powierzchni
Budowa geologiczna Liechtensteinu jest skomplikowana, co wiążę się z silnym wpływem fałdowań alpejskich i stale wypiętrzającymi się Alpami. Stąd też znajduje się tu wiele złożonych form (np. płaszczowiny). Podłoże geologiczne zdecydowanej większości Księstwa stanowią osady morskie (głównie dolomity, ale także wapienie, margle, piaskowce i mułowce), które powstały w mezozoiku i trzeciorzędzie w Oceanie Tetydy, a następnie zostały wypiętrzone i sfałdowane w wyniku kolizji płyty afrykańskiej z eurazjatycką.
W geomorfologii Liechtensteinu można wyróżnić dwie zróżnicowane części: nizinną oraz górską. Część nizinną stanowi Unterland, gdzie znajduje się najniżej położony punkt w kraju – bagno Ruggeller Riet (430 m n.p.m.) oraz dno doliny Renu w Oberlandzie. Na północy teren jest bardziej pagórkowaty i występują wzgórza wyspowe o stosunkowo dużej wybitności, na których osiedlali się pierwsi ludzie w neolicie takie jak Eschnerberg (697 m n.p.m.). Jest to obszar zamieszkiwany przez większość populacji, a co za tym idzie gęściej zaludniona.
Zdecydowanie wyżej położona część górska obejmuje wschodni i południowo-wschodni Oberland, gdzie dominuje alpejski krajobraz wysokogórski, w którym widoczne są wpływy zlodowaceń. Występują takie formy geomorfologiczne jak żleby, piargi, doliny polodowcowe, mutony i moreny. Znajdują się tam najwyższe szczyty w kraju takie jak: Naafkopf, Falknis, Augstenberg czy Grauspitz – najwyżej położony punkt Księstwa (2599 m n.p.m.). Wszystkie te szczyty, jak i całe terytorium Liechtensteinu należą do pasma Rätikon – najdalej wysuniętego na wschód pasma centralnych Alp Wschodnich, którego granicę stanowi Ren (po drugiej stronie doliny rozpoczynają się Alpy Zachodnie).

### Szczyty górskie
Najwyższym szczytem Liechtensteinu jest Grauspitz o wysokości 2599 m n.p.m. Ponadto na terenie Księstwa znajduje się jeszcze 29 innych szczytów, których wysokość przekracza 2000 m n.p.m. Dziesięć najwyższych szczytów przedstawia poniższa tabela:

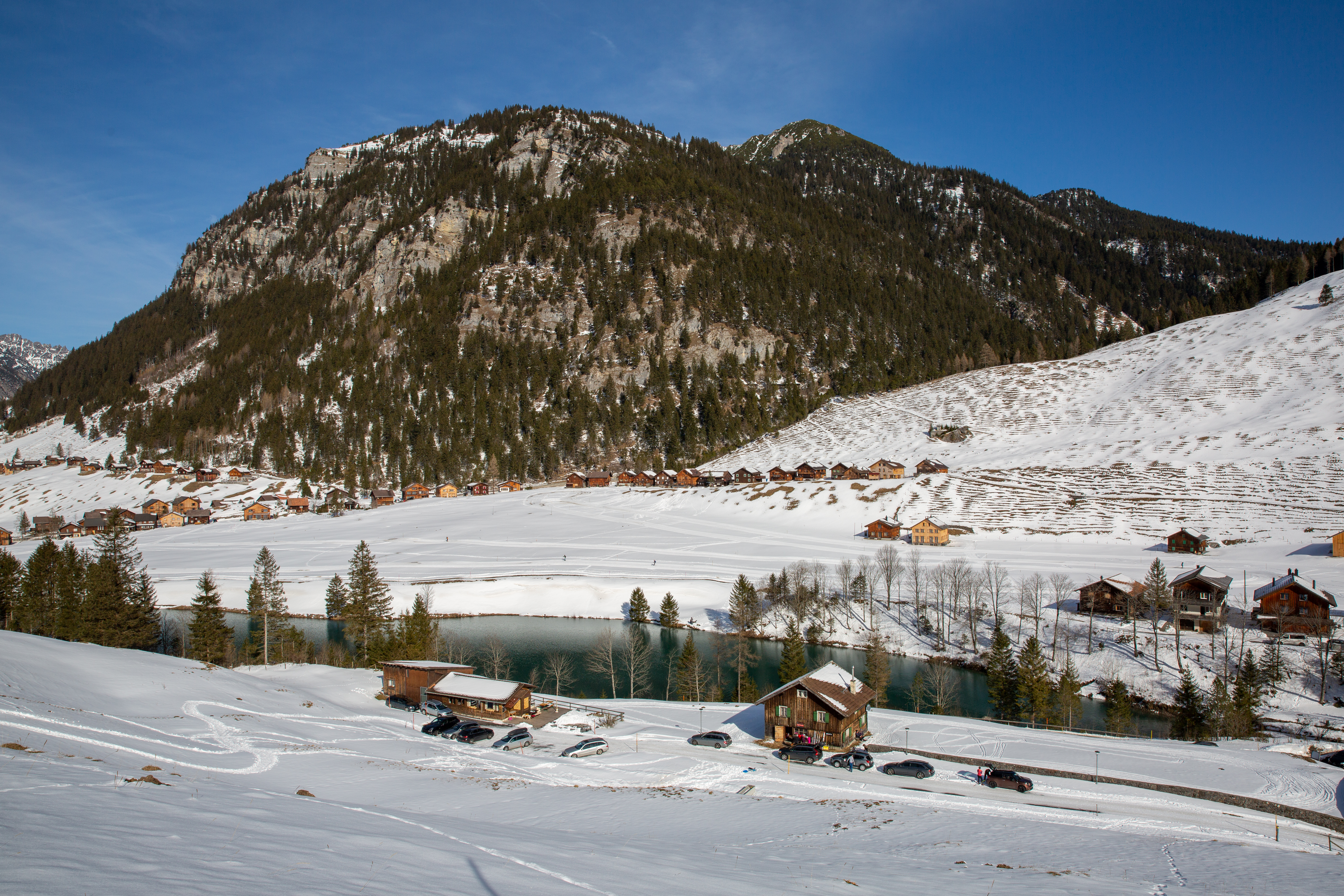
Pokrywa śnieżna w Steg.

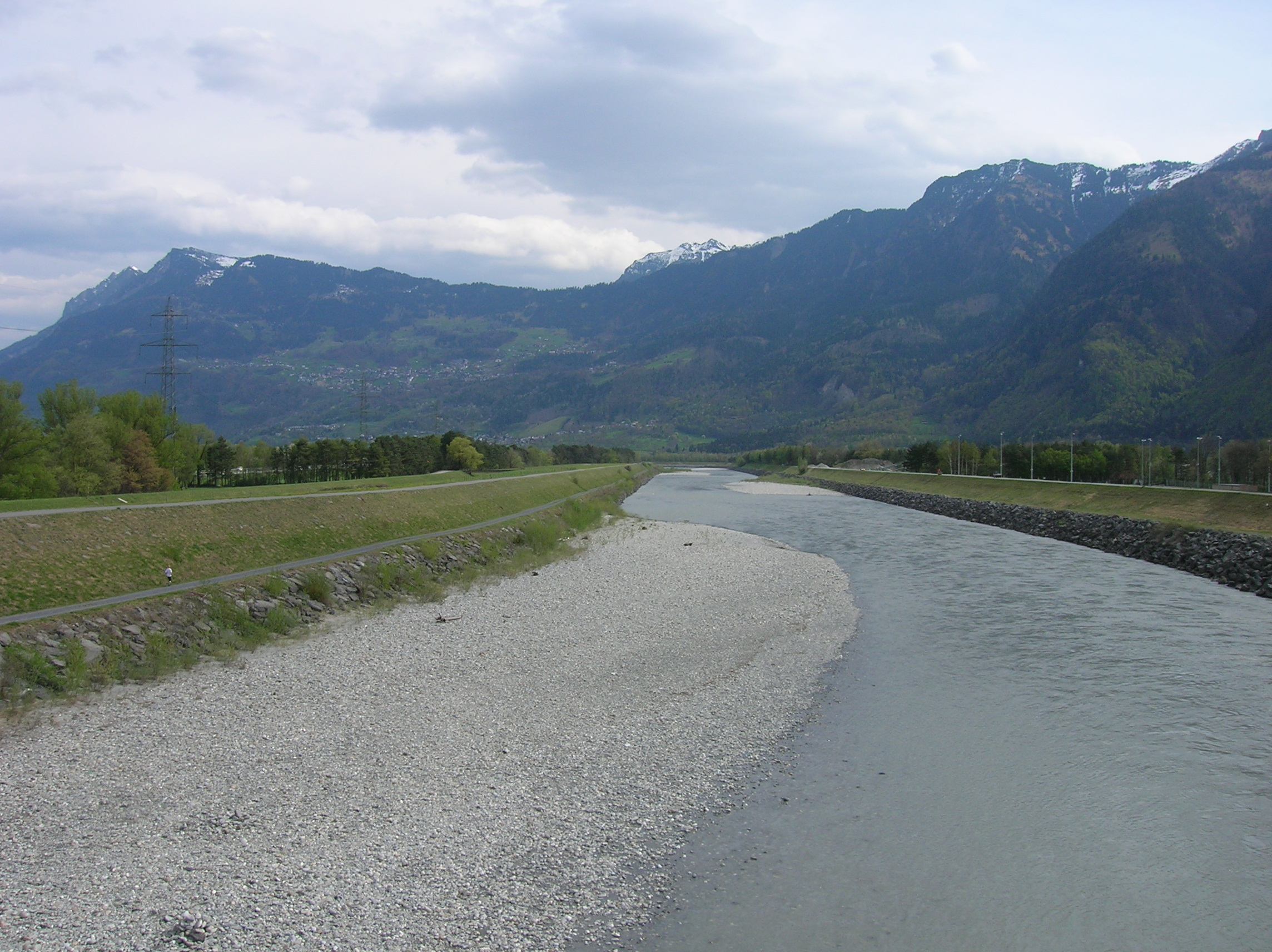
Ren w Balzers.

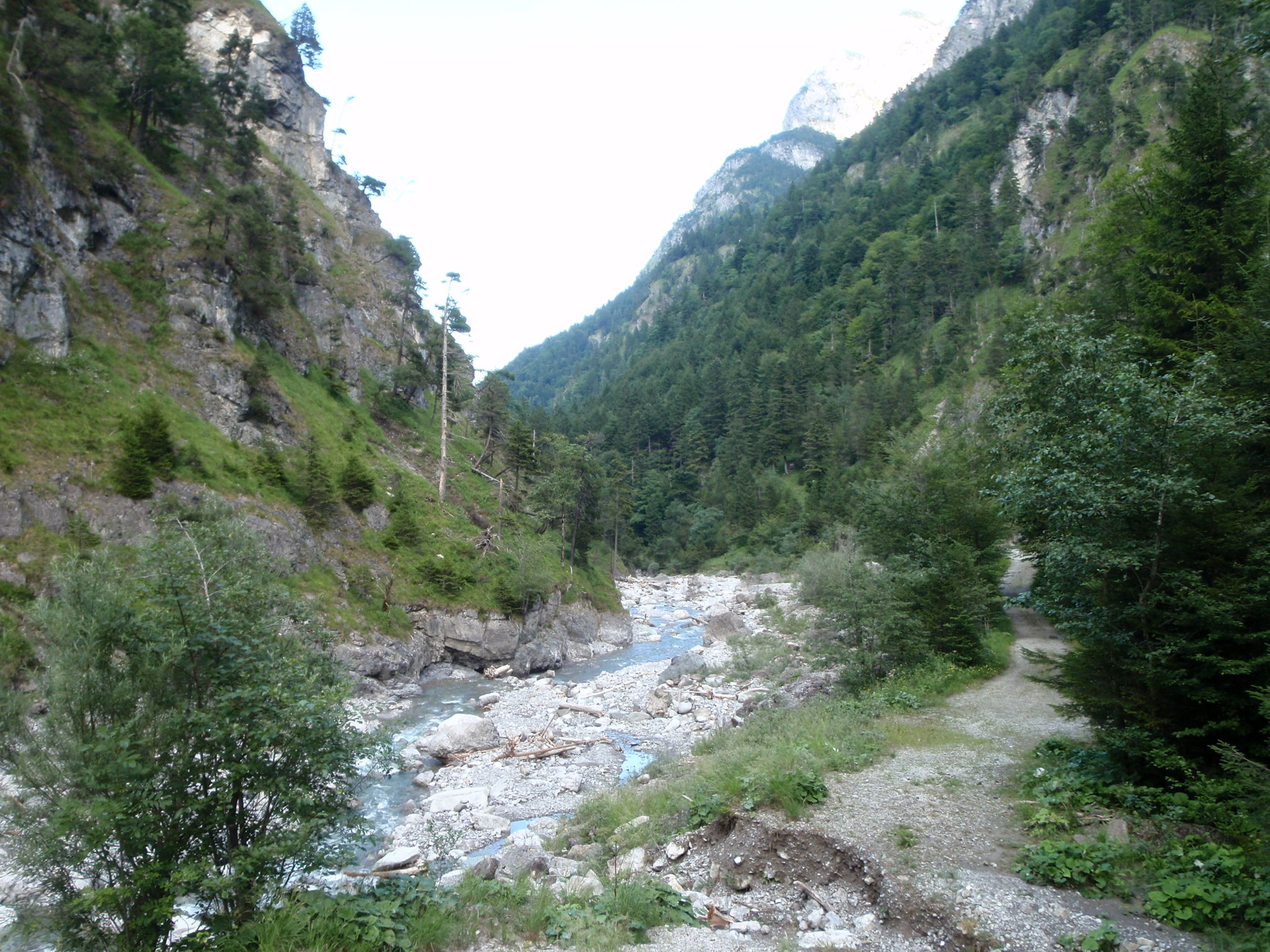
Samina przy granicy austriacko-liechtensteińskiej.

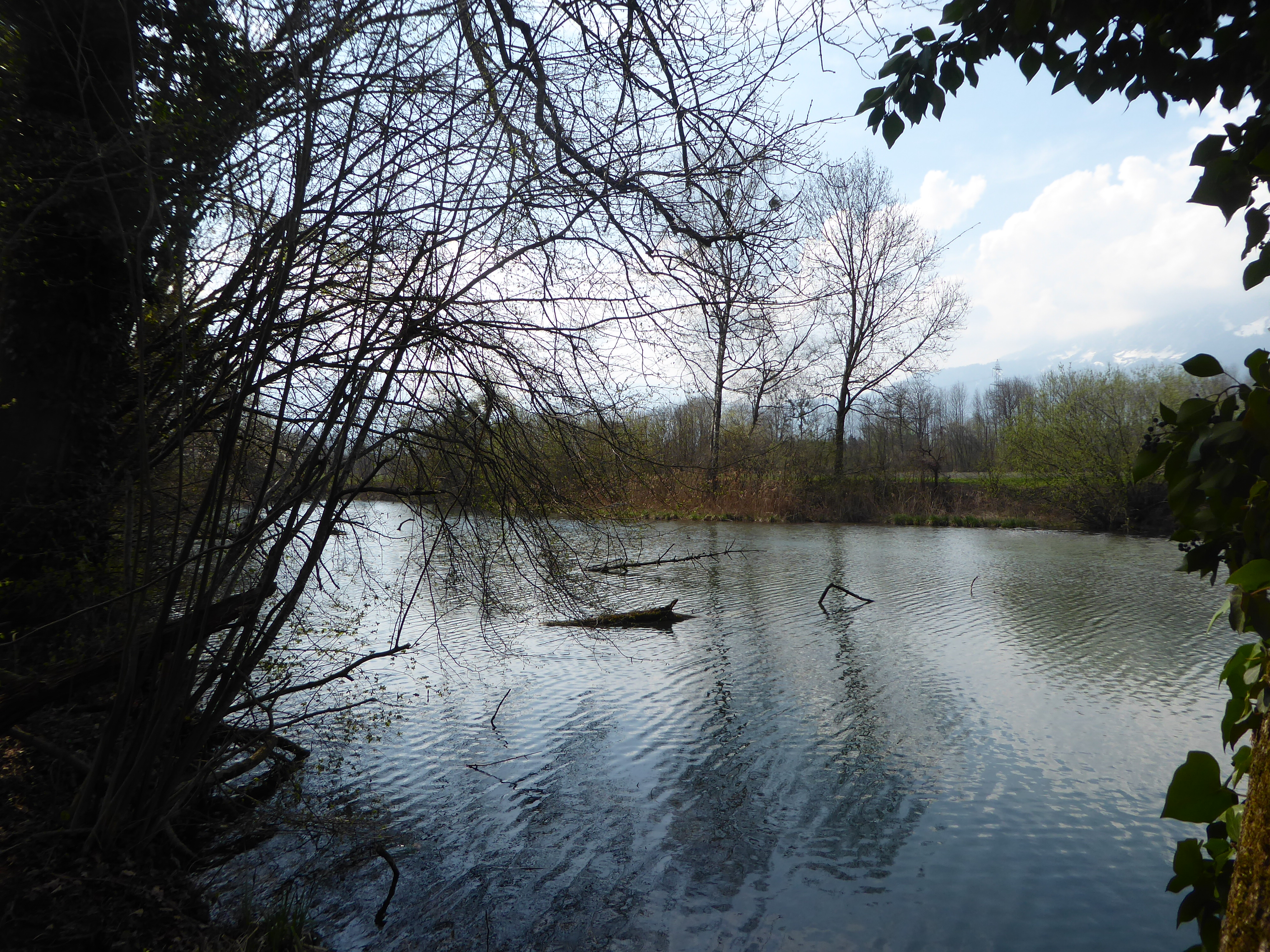
Jezioro Gampriner Seele.

| Lp. | Nazwa szczytu                  | Wysokość      | Współrzędne                                 | Gmina              |
| --- | ------------------------------ | ------------- | ------------------------------------------- | ------------------ |
| 1.  | Grauspitz (Vorder Grauspitz)   | 2599 m n.p.m. | 47°03′09,8″N 9°34′52,6″E/47,052722 9,581278 | Triesen            |
| 2.  | Schwarzhorn (Hinter Grauspitz) | 2573 m n.p.m. | 47°03′17,4″N 9°35′14,8″E/47,054833 9,587444 | Triesen            |
| 3.  | Naafkopf                       | 2570 m n.p.m. | 47°03′38,8″N 9°36′25,4″E/47,060778 9,607056 | Schaan             |
| 4.  | Falknis                        | 2560 m n.p.m. | 47°03′01,6″N 9°33′50,5″E/47,050444 9,564028 | Triesen            |
| 5.  | Falknishorn (Mazorakopf)       | 2451 m n.p.m. | 47°02′53,5″N 9°33′23,9″E/47,048194 9,556639 | Triesen            |
| 6.  | Augstenberg                    | 2359 m n.p.m. | 47°04′56,6″N 9°36′36,4″E/47,082389 9,610111 | Schaan/Triesenberg |
| 7.  | Plasteikopf                    | 2356 m n.p.m. | 47°03′57,5″N 9°34′39,6″E/47,065972 9,577667 | Triesen            |
| 8.  | Gorfion                        | 2308 m n.p.m. | 47°04′41,3″N 9°37′07,3″E/47,078139 9,618694 | Triesenberg        |
| 9.  | Ochsenkopf                     | 2286 m n.p.m. | 47°06′52,9″N 9°37′28,8″E/47,114694 9,624667 | Schaan             |
| 10. | Rappastein                     | 2221 m n.p.m. | 47°04′36,6″N 9°33′57,5″E/47,076833 9,565972 | Balzers/Triesen    |

## Klimat
Według klasyfikacji klimatów Wincentego Okołowicza Liechtenstein znajduje się w strefie klimatu umiarkowanego przejściowego.
Duże znaczenie w kształtowaniu klimatu Liechtensteinu ma ukształtowanie terenu, a konkretnie występowanie wysokogórskiej, alpejskiej rzeźby terenu. Zjawiskami charakterystycznymi dla takiego rodzaju rzeźby są inwersja opadowa i inwersja termiczna, czyli zwiększanie liczby opadów i spadek temperatury z wysokością. Ponadto znaczący wpływ na klimat Księstwa ma powstający na zboczach gór regionalny wiatr fenowy, odpowiadający tatrzańskiemu halnemu. Jest to wiatr porywisty i suchy, który może przyczyniać się do powstawania pożarów lasów. W Liechtensteinie pożary lasów związane z wysuszającym wpływem fenu miały miejsce m.in. w 1960 i 1985 roku. W dolinach górskich występują wiatry dolinne, a zjawiskiem charakterystycznym jest zaleganie w nich gęstych mgieł.
Zgodnie z danymi klimatycznymi z lat 2008-2018 ze stacji meteorologicznej w Vaduz położonej na wysokości 456 m n.p.m., średnia roczna dobowa temperatura w Liechtensteinie wynosi 10,9 °C. Najcieplejszym miesiącem jest lipiec (19,8 °C), a najchłodniejszym styczeń (2,1 °C). Roczna suma opadów wynosi 914,6 mm, gdzie największe opady występują sierpniu (137,2 mm) a najmniejsze w lutym (24 mm).
| Miesiąc                                                        | Sty  | Lut  | Mar  | Kwi  | Maj  | Cze   | Lip   | Sie   | Wrz  | Paź  | Lis  | Gru  | Roczna |
| -------------------------------------------------------------- | ---- | ---- | ---- | ---- | ---- | ----- | ----- | ----- | ---- | ---- | ---- | ---- | ------ |
| Średnie dobowe temperatury [°C]                                | 2,1  | 2,7  | 6,9  | 11,7 | 15,1 | 18,2  | 19,8  | 19,4  | 15,2 | 11,2 | 6,4  | 2,4  | 10,9   |
| Opady [mm]                                                     | 48,5 | 24,0 | 47,1 | 46,0 | 99,1 | 122,4 | 133,5 | 137,2 | 96,2 | 63,6 | 49,1 | 47,9 | 914,6  |
| Średnie usłonecznienie [h]                                     | 66   | 87   | 136  | 172  | 166  | 178   | 198   | 191   | 149  | 119  | 75   | 61   | 1597   |
| Źródło: Amt für Umwelt des Fürstentum Liechtenstein 2021-08-08 |      |      |      |      |      |       |       |       |      |      |      |      |        |

Latem temperatura może przekraczać 25 °C, a zimą spada do niskich wartości poniżej zera. W wyższych partiach występują silne mrozy i obfite opady śniegu. Zalegający na zboczach gór śnieg tworzy ryzyko wystąpienia lawin. Szczególnie duże zagrożenie lawinowe jest we wschodniej części Oberlandu, w osadach położonych w dolinach górskich takich jak Malbun, gdzie w 1999 roku lawina uszkodziła lub całkowicie zniszczyła 11 domów (szkody wyceniono na sześć milionów franków szwajcarskich). Duże ilości śniegu zimą oznaczają duże ilości wody w czasie roztopów, która spływa do dolin okresowymi ciekami. Przyczyniało się to do podnoszenia się poziomu wody i w czasach historycznych powodowało groźne powodzie, jednak regulacja Renu i budowa Liechtensteiner Binnenkanal zneutralizowała to zagrożenie.

## Wody
Cała powierzchnia Księstwa Liechtensteinu znajduje się w zlewisku Morza Północnego, w dorzeczu Renu.
Największą rzeką przepływającą przez terytorium Liechtensteinu jest Ren, którego źródła znajdują się w Szwajcarii. Na niespełna trzydziestokilometrowym odcinku stanowi granicę liechtensteińsko-szwajcarską. Na całym odcinku granicznym rzeka jest uregulowana i szerokość koryta jest stała i wynosi 100 metrów. Dawniej Ren systematycznie wylewał i powodował powodzie, jednak po uregulowaniu koryta i wybudowaniu Liechtensteiner Binnenkanal zagrożenie to zostało zniwelowane.
Jedyną rzeką, która ma swoje źródła w Księstwie jest Samina. Ciek bierze swój początek jako Valünerbarch u podnóży Naafkopf, a następnie płynie przez wieś Steg, gdzie powstały zbiorniki wodne Gänglesee i Stausee Steg. Zapory na Saminie powstały w latach 40. XX wieku na potrzeby elektrowni wodnej Samina. Dalej rzeka płynie na północny wschód, przekracza granicę z Austrią i po dziewięciu kilometrach uchodzi do Ill w mieście Frastanz.
Do Saminy oraz pośrednio przez Liechtensteiner Binnenkanal do Renu uchodzą liczne cieki okresowe lub mniejsze stałe potoki (np. Malbunbach), które są zasilane wodą z roztopów.
Na terenie Liechtensteinu znajduje się tylko jedno naturalne jezioro – Gampriner Seele, które powstało w 1927 roku w wyniku powodzi Renu. Największymi sztucznymi zbiornikami są wspomniane wcześniej stawy na Saminie oraz zbiornik retencyjny na potoku Esche – Egelsee.

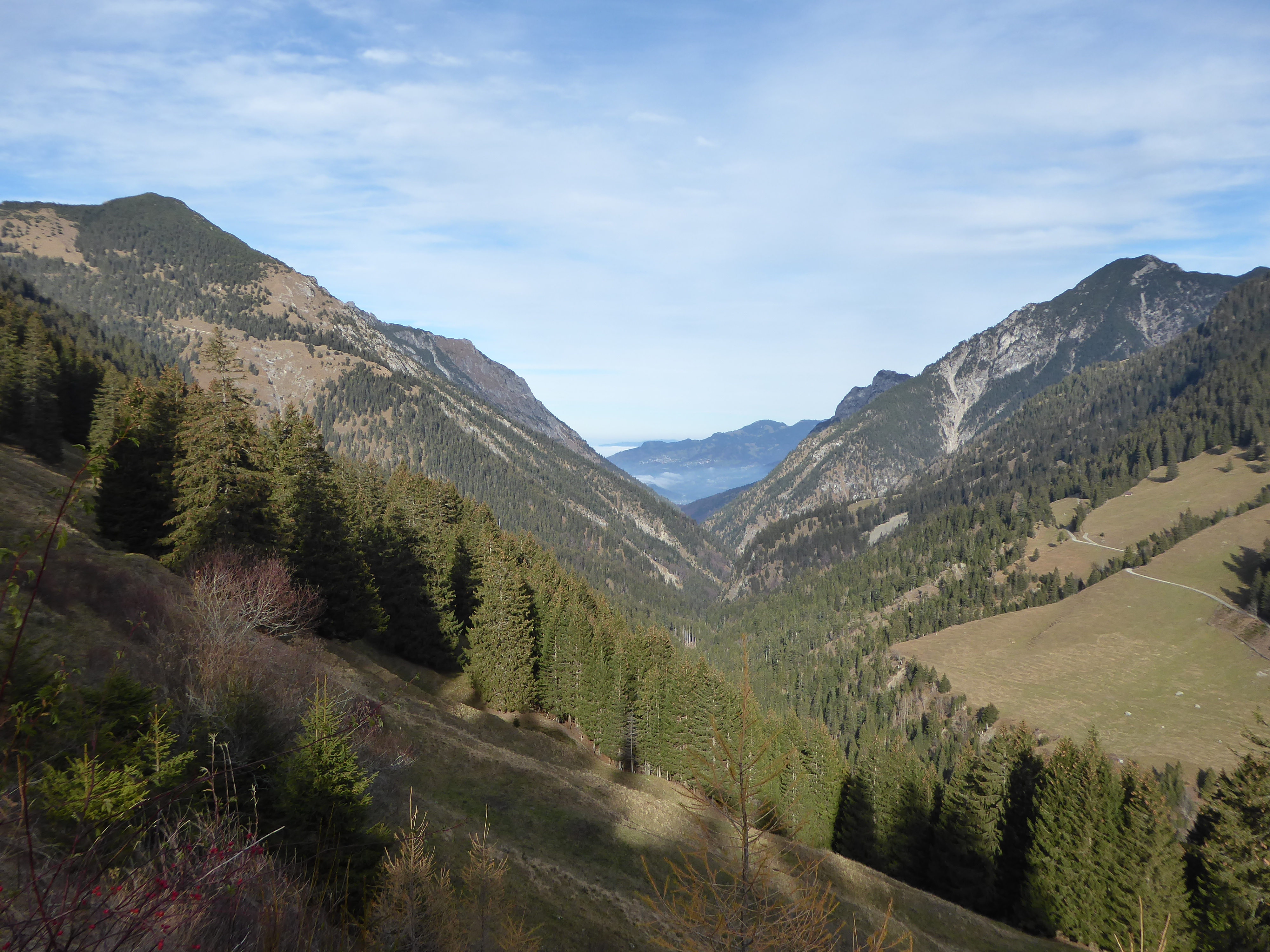
Krajobraz wysokogórski z piętrowym układem roślinności w dolinie Saminy.

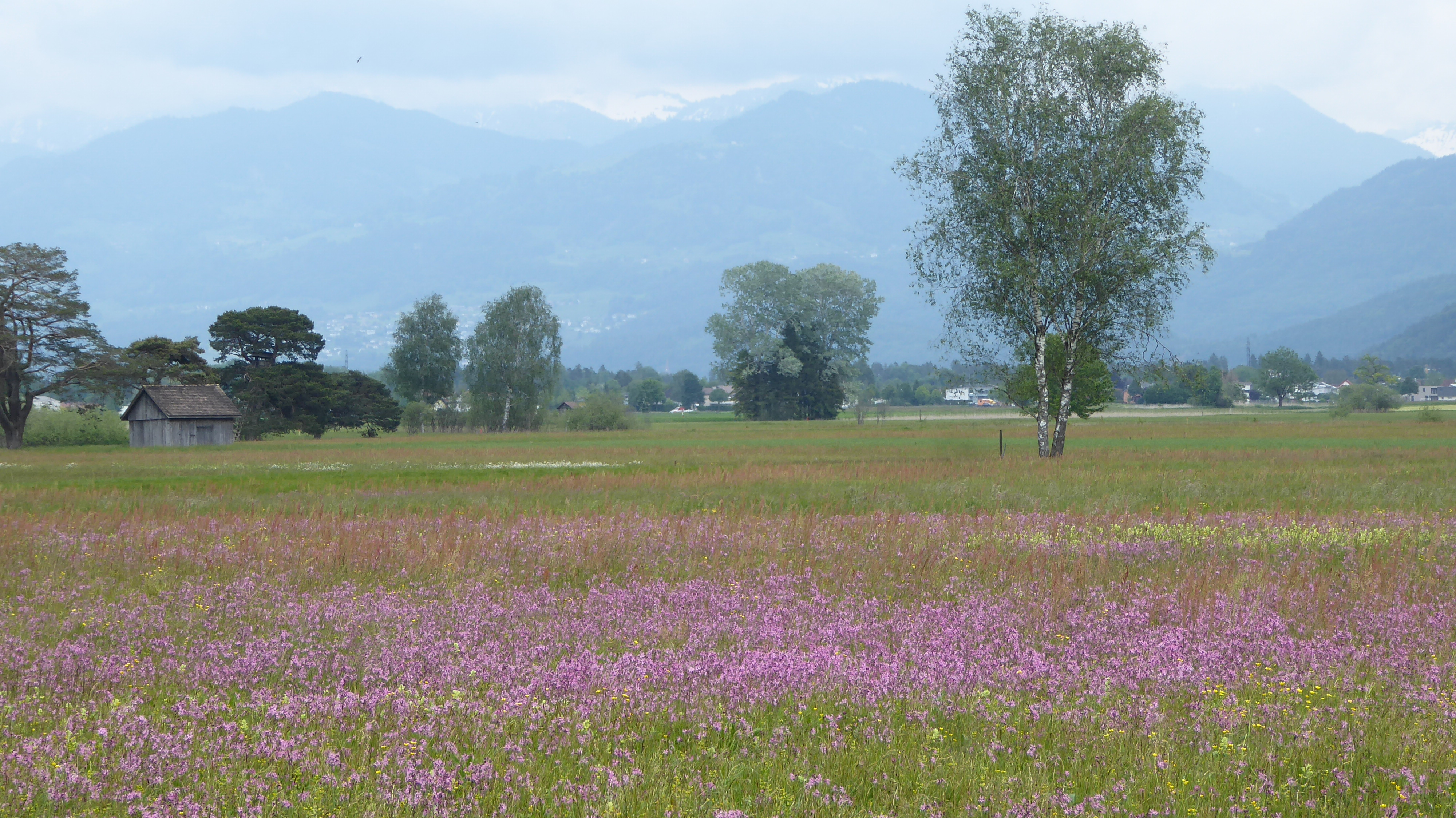
Rezerwat Ruggeller Riet z kwitnącymi kosaćcami syberyjskimi.

## Roślinność
Dominujący w Liechtensteinie krajobraz alpejski charakteryzuje piętrowy układ roślinności. Na terenach położonych najniżej w dolinie Renu przeważa krajobraz antropogeniczny: pola uprawne, zabudowa mieszkaniowa, tereny przemysłowe. Położone nieco wyżej piętro regla porastają w znacznej części lasy iglaste – świerczyny i lasy mieszane z domieszką buka. Lasem porośnięte są także zbocza Eschnerbergu. Ogółem lasy zajmują 43% powierzchni Księstwa.
Dawniej dolinę aluwialną zajmowały różnorodne siedliska łąkowe, bagienne, torfowiskowe, leśne oraz wodne. W wyniku osuszania bagien, budowy systemów melioracyjnych, regulowania rzek (w tym Renu), wystąpiło znaczne zmniejszenie bioróżnorodności. Współcześnie ślady dawnego bogactwa naturalnego doliny pozostają nienaruszone tylko w kilku miejscach, gdzie są objęte ochroną, m.in. na bagnach Ruggeller Riet w północnej części Księstwa, które stanowią ważne siedlisko ptactwa.
Na zboczach gór licznie występują śródgórskie polany, które dawniej służyły do wypasania bydła określane jako Alpen. Współcześnie stanowią ważne źródło paszy dla zwierząt.

## Fauna
Na terenie Liechtensteinu odnotowano występowanie 55 gatunków ssaków. W górnych partiach gór występują takie zwierzęta jak: kozice, jelenie, koziorożce orły przednie, pardwy, świstaki i zające. W lasach regla można spotkać sarny, lisy i borsuki a także rzadsze gatunki ptaków: dzięcioł białogrzbiety czy puchacz. Dużą różnorodnością fauny charakteryzuje się także Ruggeller Riet, gdzie gniazdują m.in. bociany białe.

## Ochrona przyrody
W Liechtensteinie funkcjonuje dziesięć rezerwatów przyrody:
- Äulehäg, gmina Balzers – relikt dawnego lasu łęgowego nad Renem.
- Birka, gmina Mauren – torfowisko.
- Gampriner Seelein, gmina Gamprin – jezioro Gampriner Seele.
- Matilaberg, gmina Triesen – zróżnicowane łąki z 15 gatunkami storczyków.
- Ruggeller Riet, gminy Schellenberg i Ruggell – kompleks podmokłych łąk, bagien i torfowisk.
- Schneckenäule und Teilfläche in der Au, gmina Ruggell – rzadki las sosnowy z domieszka dębu.
- Schwabbrünnen/Äscher, gminy Eschen, Planken i Schaan – kompleks leśno-torfowiskowy.
- Triesner Heilos, gmina Triesen – renaturyzowane zbiorniki retencyjne.
- Wisanels, gmina Mauren – torfowisko.
- Mareewiesen, gmina Vaduz – niewielka sucha łąka.

Ponadto obszar alpejski Liechtensteinu stanowi obszar ochrony roślin, na którym zakazane jest niszczenie i zbieranie roślin.